# Ульма (Рыбницкий район)
Ульма — село в Рыбницком районе непризнанной Приднестровской Молдавской Республики. Село Ульма образовано в 1926 году. Оно расположено в 5 км к востоку от города Рыбницы.
Административный центр Ульманского сельсовета, куда кроме села Ульма также входят сёла Лысая Гора, Малая Ульма и Новая Михайловка.
На территории сёл общей площадью 133 га располагается 481 двор: в с. Ульма – 272, в  с. Малая Ульма – 53, в с. Лысая Гора – 37, в с. Новая Михайловка -119. Проживают 947 человек, в том числе   в с. Ульма  – 725 человек. Всего 66  дошкольников, 87 жителей школьного возраста. Пенсионеров – 237. Всего трудоспособного населения 442 человека.
На территории  функционируют  русская средняя общеобразовательная школа, детский сад, сберкасса, отделение связи, 2 фельдшерско-акушерских пункта, библиотека, Дом культуры.
Общая площадь земель – 2935 га,  в том числе принадлежит базовому хозяйству  ООО “Племживагроэлит»- 2010 га,  ООО “Молд Агро” – 321 га,  фермерским (крестьянским) хозяйствам – 208 га.  Имеются   9  общественных колодцев. Протяженность водопроводной сети оставляет 17 км, газопровода – 20 км. Газифицировано 158 жилых домов.